# 劉金剛
劉金剛（1933年1月24日—1968年5月6日）原越南共和國空軍高級軍官。他出身法國的空軍軍事學校。1968年5月，大校軍銜的劉金剛在擔任空軍第33戰術聯隊指揮兼新山一軍事要區指揮期間，在春節攻勢來自北越的第二波進攻中陣亡，被追升爲准將。

## 生平
劉金剛1933年1月24日出生於河內一個富裕的商人家庭中。1951年，他在畢業於法國高中，獲得了半部分秀才文憑（第一部分）。

### 越南國軍
1952年3月初，劉金剛自願入伍加入越南國軍，參加考試並被空軍軍種錄取，軍籍編號53/600.149。他被派往位於法國普羅旺斯地區薩隆的空軍學院和阿爾及利亞學習。1953年底，他以少尉的軍銜畢業。1954年初，他回國後被選爲第一運輸聯合中隊（Liên Phi đoàn 1 Vận tải）的教練。

### 越南共和國軍
1955年底，越南國軍改組爲越南共和國軍后，他被調到新機構服役，並晉升爲了中尉。1961年，他晉升上尉，並被任命爲第一運輸聯合中隊副指揮。1964年1月底，阮慶將軍對軍人革命委員會的將軍進行了“內部整理”。2月5日，劉金剛被提升爲少校，並調任第33戰術聯隊第83“神風”特遣隊的行動室室長。同年4月，他奉命將該職務移交給了阮玉科上尉。不久之後，他被任命爲位於芹苴的新成立的第74戰術聯隊指揮官。同年12月，他將第74戰術聯隊移交給了黃伯性上尉（原聯隊副指揮）。
1965年初，劉金剛被任命為第一運輸中隊（Phi đoàn 1 Vận tải）指揮官。1966年11月，他被提升爲中校，並被任命為第33戰術聯隊指揮官，接替何春詠中校，並兼任新山一軍事要區（Yếu khu Tân Sơn Nhứt）指揮。
1968年1月底越南南方人民解放武裝力量趁越南春節，向西貢發起了第一波總進攻，劉金剛在1月31日凌晨腿部中彈受傷。2月初，他被破格晉升爲在任上校。

## 陣亡與紀念

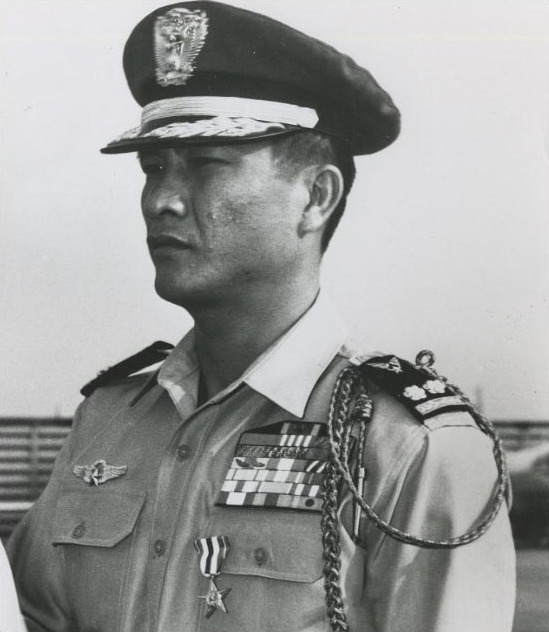
劉金剛

1968年5月6日，劉金剛在越共的第二階段進攻中陣亡，享年35歲。
劉金剛在生前是鄭公山和慶離的好友，鄭公山在他聽到陣亡的消息後，創作了歌曲《獻給一位剛剛倒下的人》（Cho một người vừa nằm xuống）以紀念他。

## 家庭
- 父親：劉文璧（Lưu Văn Bích）
- 母親：杜氏能（Đỗ Thị Năng）
- 妻子：寶金（Bảo Kim）

### 來源
1. ↑  Lê Như Đức. . 2017-05-03  [2022-06-01]. （原始内容存档于2021-06-21） （越南语）.
2. ↑  Mẫn Nhi. . 2021-09-17  [2022-05-31] （越南语）.

## 外部鏈接
- 劉金剛中校葬禮的照片
- «ASIA 21» Khánh Ly - Hát Cho Một Người Nằm Xuống | Nhạc Sĩ: Trịnh Công Sơn （页面存档备份，存于）